# Pure Love (película)
Pure Love (en hangul, 순정; romanización revisada, Sunjeong), lanzada internacionalmente como Unforgettable, es una película surcoreana de género romance-drama interpretada por Do Kyung-soo y Kim So-hyun.

## Sinopsis
En 2014, un DJ de radio recibe una carta de su primer amor que trae recuerdos casi olvidados del pasado. Hace 23 años, en 1991, cinco amigos pasan el verano juntos. Uno de ellos, el tímido e inocente Beom-sil se enamora de Soo-ok.

## Elenco
- Do Kyung-soo com Beom-sil.
  - Park Yong-woo como Hyeong-joon/Beom-sil (adulto).
- Kim So-hyun como Soo-ok.
- Lee David como Gae-deok.
  - Lee Beom-soo como Yong-chul/Gae-deok (adulto).
- Joo Da-young como Gil-ja.
  - Kim Ji-ho como Gil-ha (adulta).
- Yeon Joon-seok como San-dol.
  - Park Hae-joon como Min-ho/San-dol (adulto).
- Lee Dae-yeon como el padre de Soo-ok.
- Park Choong-seon como el padre de Beom-sil.
- Hwang Yeong-hee como la madre de Beom-sil.
- Hwang Seok-jeong como la madre de Gae-deok.
- Park Jung-min como Yong-soo.
- Kim Kwon como Young-il.
- Kim Hyeon como Chica 1.
- Yoon Jeong-ro como el Escritor Park.
- Im Chul-soo como un joven en el mercado de venta de pescados.

## Premios y nominaciones
| Año  | Premio                    | Categoría         | Receptor     | Resultado |
| ---- | ------------------------- | ----------------- | ------------ | --------- |
| 2016 | 52nd Baeksang Arts Awards | Actor Más Popular | Do Kyung-soo | Ganador   |